# Девлин, Питер
Генерал-лейтенант Пи́тер Джон Де́влин (англ. Peter John Devlin) — начальник штаба сухопутных войск Канадских вооружённых сил.

## Военная карьера
Окончил Университет Западной Онтарио, был направлен в Королевский канадский полк, так как вступил в Канадские вооружённые силы в 1978 г. В 1984—1985 гг. Девлин находился на оперативной службе на Кипре, а в 1992 г. — в бывшей Югославии. В 1994 г., по возвращении из бывшей Югославии, Девлин опубликовал отчёт, в котором сильно критиковал отсутствие в международном сообществе «Международного миротворческого образовательного центра».
В 1997 г. он был назначен командиром 1-го батальона Королевского канадского полка. Затем в 1998 г. он был командиром Канадской боевой группы в Боснии.
В 2002 г. он стал командиром 2-й Канадской механизированной бригадной группы.